# Majka Kujundžića
Majka Kujundžića je poznata kao majka četničkog vojvode Lazara Kujundžića, koji je između dva svetska rata slavljen kao junak.

## Pogibija Lazara Kujundžića
Borbu u Velikoj Hoči, u kojoj je učestvovao Lazar Kujundžić, niko od četnika nije preživeo. Majku Kujundžića su doveli Turci da za njih prepozna leš sina, ali je ona odbila da priđe lešu i uzdržala emocije, da bi spasla selo i porodicu.

## Majka Kujundžića u književnosti
Čvrsto držanje majke inspirisalo je Srbina katolika iz Dubrovnika Iva Vojnovića da napiše dramu Lazarevo vaskrsenje 1913. Milosav Jelić je u Srbijanskom vencu posvetio jednu pesmu Lazarevoj majci – Kujundžića majka.

## Spoljašnje veze
Sakupi se jedna četa mala